# Santuario de Nuestra Señora de la Coronada

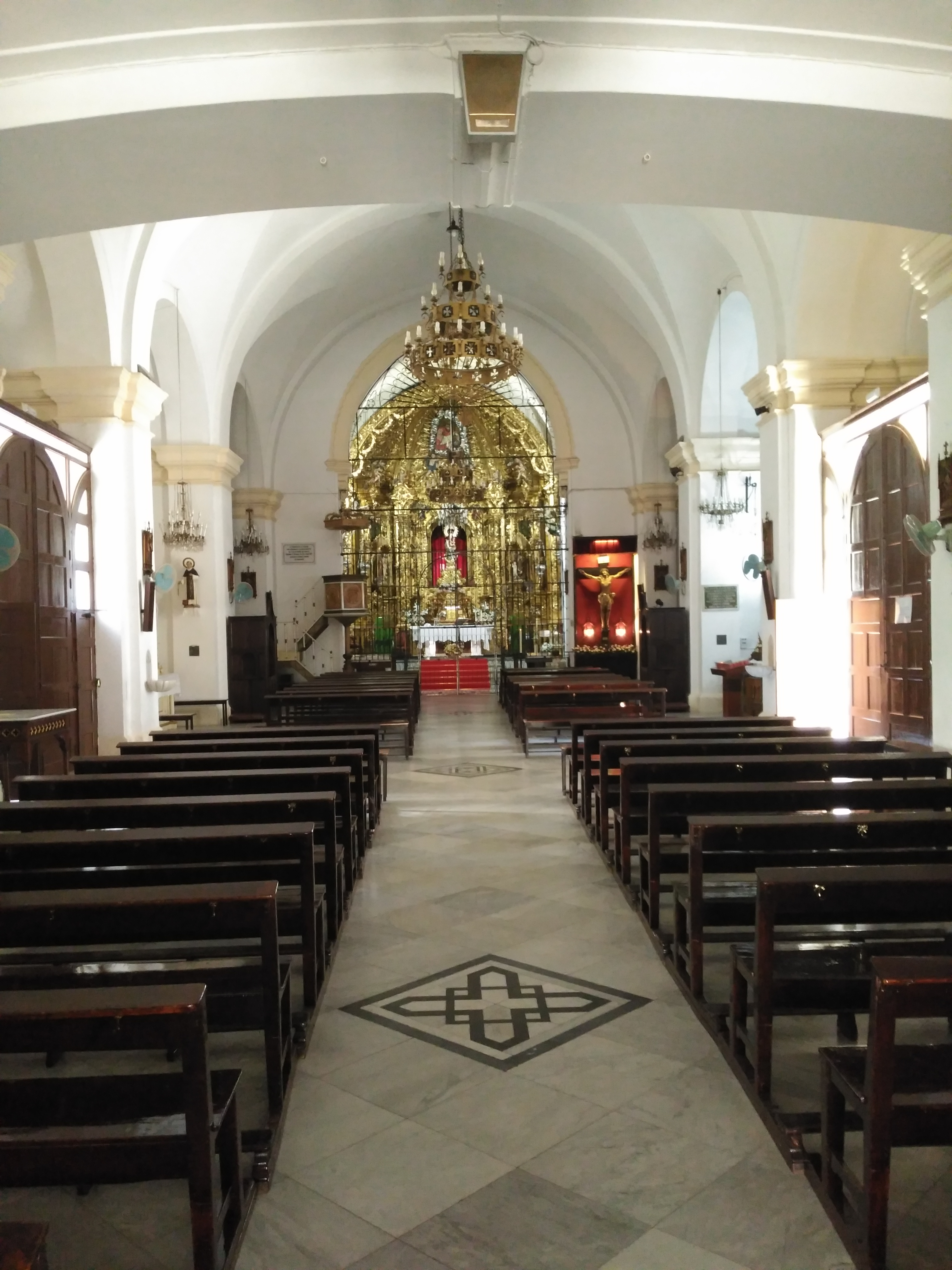
Vista del interior del Santuario

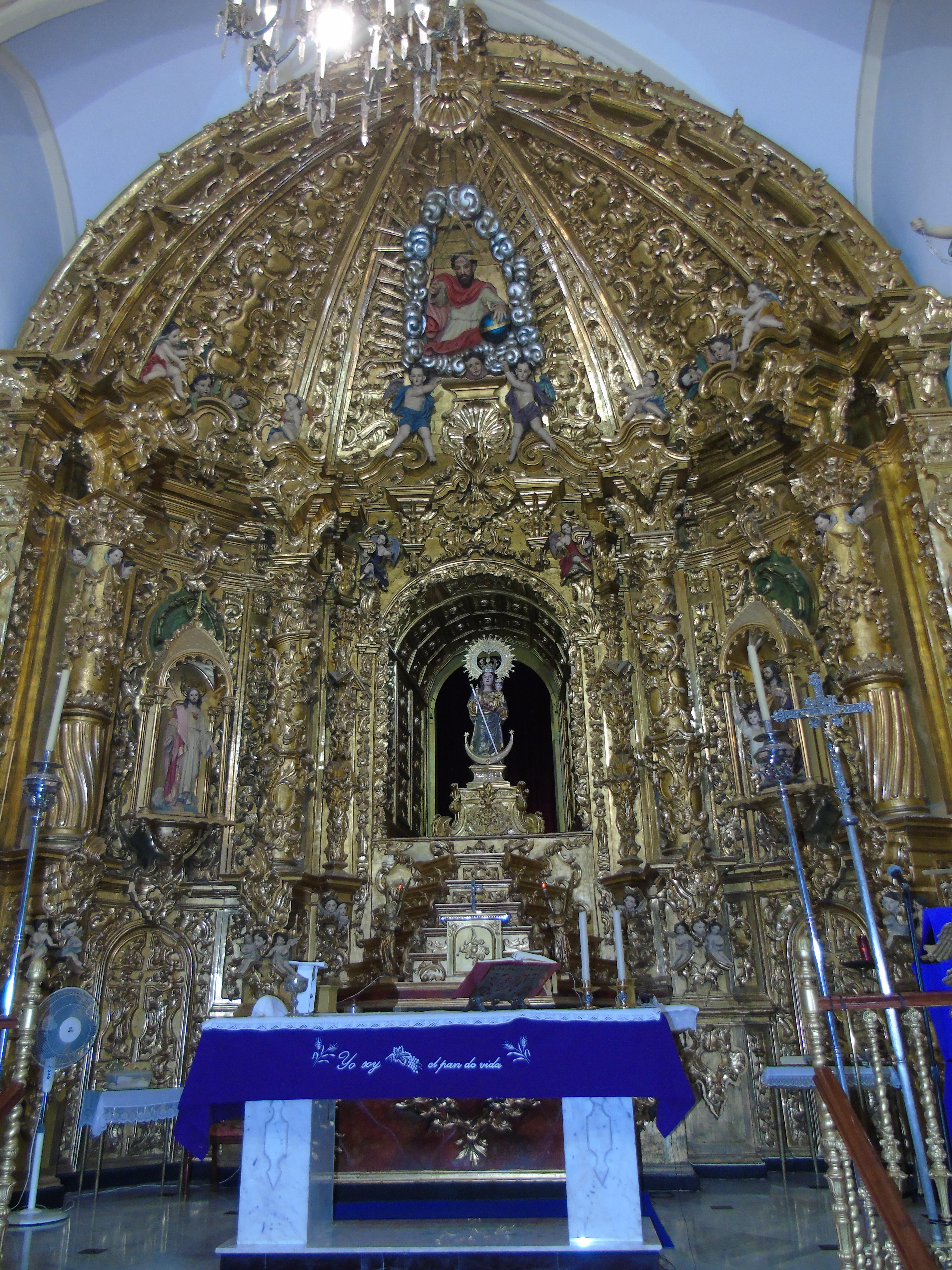
Altar Mayor

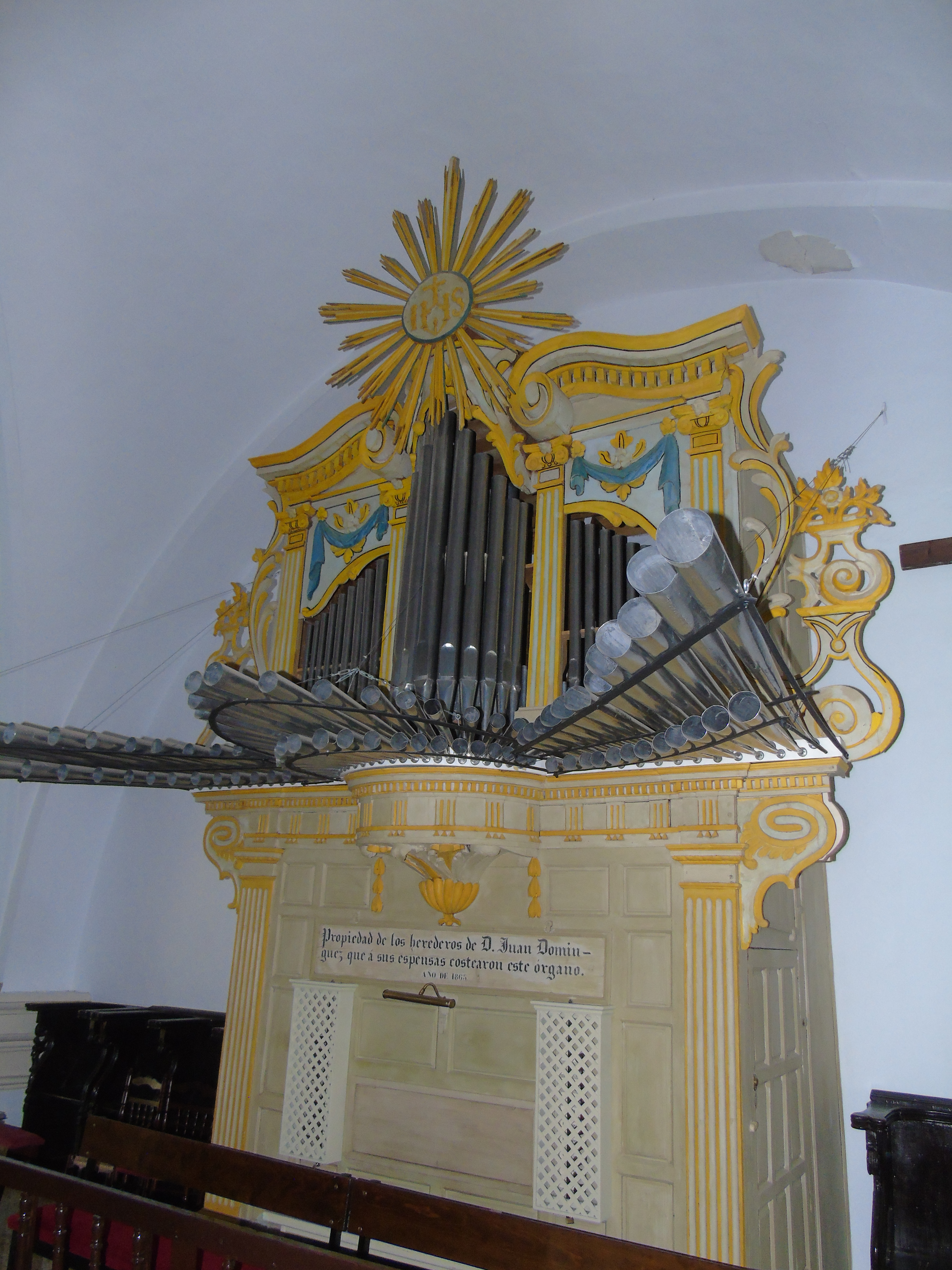
Órgano barroco del Santuario de Nuestra Señora de la Coronada (Villafranca de los Barros, Badajoz)

Nuestra Señora de la Coronada  (también conocida como Virgen de Coronada o simplemente Virgen Coronada) es la patrona de Villafranca de los Barros. El templo donde se venera la imagen de la patrona es uno de los monumentos más significativos de Villafranca de los Barros.

## Planta
La planta original del templo consistía en tres nave, la central más ancha y más alta que las dos laterales, cubiertas con artesonado. Además contaba con la torre-campanario que aun se conserva, con la sacristía. En el siglo XVIII el templo es sometido a una gran reforma; las tres naves son sustituidas por una única nave cubierta con bóveda de cañón. Es también durante ese periodo cuando se construye el camarín de Nuestra Señora de la Coronada. En los huecos que quedan entre los grandes pilares que soportan la bóveda se ubicaron 6 capillas laterales con diferentes advocaciones que han ido modificándose desde el siglo XVIII hasta el siglo XX.

## Altar Mayor
La bóveda del altar mayor es, junto con la Puerta del Perdón, el único elemento que se conserva del templo anterior a la gran reforma del siglo XVIII. Este altar mayor esta presidido por un gran retablo de finales del siglo XVIII. La función didáctica de los retablos queda aquí eliminada para dar mayor protagonismo a la imagen de la titular del templo. La decoración, muy próxima al rococó, se centra en elementos vegetales y querubines repartidos por toda la construcción. En el ático, aparece una representación del Padre Eterno. Ya en el siglo XIX se incorporan dos hornacinas neogóticas de San José con el Niño Jesús y el Sagrado Corazón de Jesús. 
Desde 1885, el Santuario de Nuestra Señora de la Coronada cuenta con Sagrario Perpetuo.

## Camarín y sacristía
Durante la reforma del edificio del siglo XVIII, se decide por parte de los mayordomos del templo y del concejo de la villa construir un camarín a Nuestra Señora de la Coronada. Para poder realizar la obra, la sacristía del templo también se ve modificada ya que es en este espacio donde se construye la escalera de mármol que da acceso. El camarín cuenta con una ventana al exterior para que proporcione luz natural ya que la bóveda carece de linterna. Aparte de poder contemplar de cerca la imagen de la Virgen, en el camarín se ubicó un altar con la advocación de San Rafael, además de contener una pequeña imagen de la Dormición de la Virgen.
Como se ha dicho, en la sacristía está la gran escalera de mármol para poder subir al camarín además de a una de las salidas del templo. En la sacristía, aparte de guardar los ornatos propios de la liturgia, se conserva un pequeño archivo con documentación del templo. 

## Capillas laterales

### Lado de la Epístola
- Virgen de la Encarnación y Cristo del Amor Misericordioso
- Nuestro Padre Jesús Nazareno. Imagen del artista extremeño Gabino Amaya Guerrero.
- Santa Lucia

### Lado del Evangelio
- Nuestra Señora de la Amargura
- Santa Teresa de Jesús
- San Francisco de Paula. Obra del escultor Blas Molner[1]

## Coro y órgano
El coro actual fue construido a mediados del siglo XIX, tal y como consta en la inscripción que lo preside. Por el contrario, el órgano que se encuentra en lo alto del coro es del siglo XVIII, procedente del desamortizado convento de San Bartolomé de la Compañía de Jesús de la localidad extremeña de Higuera la Real. Su estilo artístico es el pombalino portugués surgido tras el Terremoto de Lisboa en el país vecino.